# Thần Trinh Vương hậu
Thần Trinh Vương hậu (chữ Hán: 神貞王后; Hangul: 신정왕후; 6 tháng 2, năm 1808 – 17 tháng 4, năm 1890), hay còn gọi là Thần Trinh Dực hoàng hậu (神貞翼皇后; 신정익황후) là một Vương hậu nhà Triều Tiên, nguyên phối của Hiếu Minh Thế tử Lý Quả, mẹ sinh của Triều Tiên Hiến Tông Lý Hoán.
Bà có vai trò quan trọng trong việc nuôi dưỡng và lập Triều Tiên Cao Tông lên ngôi. Trong suốt thời kì niên thiếu của Cao Tông, bà giữ vai trò chính thức của một nhiếp chính trong thời kì (1864 - 1866), nhưng thực tế quyền hành đều nằm trong tay Hưng Tuyên Đại Viện Quân, cha ruột của Cao Tông.

## Thân thế
Thần Trinh Vương hậu xuất thân từ gia tộc Phong Nhưỡng Triệu thị (豐壤趙氏), sinh ra ở tư đệ tại Đậu Mao phường. Bà là con gái của Phong Ân phủ viện quân Triệu Vạn Vĩnh (豐恩府院君趙萬永; 조만영) và Đức An phủ phu nhân Ân Tân Tống thị (德安府夫人恩津宋氏; 덕안부부인송씨).
Năm 1819, Triệu thị được chỉ định hôn phối với Thế tử Lý Thái, sách phong Thế tử tần (世子嬪). Mỗi ngày, bà thực hiện đúng bổn phận của mình, vấn an Hiếu Ý Vương hậu và Thuần Nguyên Vương hậu, được ca tụng là một bậc hiếu phụ. Năm 1827, ngày 18 tháng 7, Triệu tần sinh hạ Hiến Tông Lý Hoán tại Cảnh Xuân điện của Xương Khánh cung.
Năm 1830, Thế tử Lý Thái qua đời khi mới 22 tuổi, thụy hiệu [Hiếu Minh; 孝明]. Cùng năm đó, Lý Hoán được Triều Tiên Thuần Tổ phong làm Vương thế tôn (王世孫).
Năm 1834, Thuần Tổ đại vương giá băng, Thế tôn Lý Hoán kế vị tức Triều Tiên Hiến Tông. Ngay khi lên ngôi, Hiến Tông tôn phong mẫu thân Triệu tần làm Vương đại phi, tôn hiệu Hiếu Dụ đại phi (孝裕大妃). Hiếu Minh Thế tử cũng được truy tôn làm Dực Tông (翼宗). Cùng năm đó, Hiến Tông phong cho em trai của Triệu Vạn Vĩnh là Triệu Dần Vĩnh (趙寅永) làm Lãnh nghị chánh (領議政), bắt đầu thời kì Phong Nhưỡng Triệu thị tham chính.
Vào lúc này, An Đông Kim thị của Thuần Nguyên Vương hậu rất mạnh, nắm giữ vị trí lớn nhất trong triều đình. Chính bà đã ra chỉ truy tôn miếu hiệu cho Hiếu Minh Thế tử, và cũng từ đó Triệu thị mới có thể trở thành Vương đại phi. Tuy nhiên, Thuần Nguyên Vương hậu trở thành Đại vương đại phi, là nhiếp chính thực tế ở Triều Tiên. Tuy vậy, Phong Nhưỡng Triệu thị vẫn được xem là thế lực lớn có thể đối kháng được An Đông Kim thị của Đại vương đại phi.
Năm 1849, Triều Tiên Hiến Tông qua đời mà không có hậu duệ. Đại vương đại phi An Đông Kim thị quyết định chọn Đức Hoàn quân kế vị, tức Triều Tiên Triết Tông. Gia tộc Kim thị ở An Đông tiếp tục nắm quyền thông qua Đại vương đại phi. Lúc này, Đại vương đại phi tự xưng Mẫu phi, còn Phong Nhưỡng Triệu thị trở thành Đại vương đại phi.
Lúc này, đứng đầu gia tộc Kim thị ở An Đông là Kim Tả Căn, em trai của Mẫu phi. Thế lực hùng mạnh của Kim Tả Căn lại gia tăng, giữ các chức Phán thư (判書), đả kích đối thủ chính trị, cũng là thủ lĩnh của Phong Nhưỡng Triệu thị là Triệu Bỉnh Quỳ (趙秉夔). Sau khi dưỡng phụ của Bình Quỳ là Lĩnh nghị chánh Triệu Dần Vĩnh (趙寅永) qua đời, Kim Tả Căn ngay lập tức đoạt lấy chức Lãnh nghị chánh, độc bá triều cương, khiến Phong Nhưỡng Triệu thị và bá tính ác cảm ra mặt.

## Chọn lập Cao Tông
Năm 1863, Triều Tiên Triết Tông qua đời mà không có con trai thừa kế. Lúc này, Đại vương đại phi Phong Nhưỡng Triệu thị có vị thế lớn nhất sau cái chết của Thuần Nguyên Vương hậu, do đó bà là người có quyền lựa chọn người thừa kế. Tuy nhiên, Triết Nhân Vương hậu An Đông Kim thị, chính hậu của Triết Tông sẽ không dễ dàng để điều này xảy ra.
Đại vương đại phi Triệu thị dĩ nhiên không bỏ qua cơ hội khiến gia tộc của bà bước lên đỉnh vinh quang, nên đã tìm kiếm những nhân vật trong vương tộc Lý thị nhằm đưa người đó lên vương vị, bảo đảm quyền lợi của gia tộc bà, và khi đó bà đã gặp Hưng Tuyên quân Lý Thị Ứng. Ông xuất thân một nhánh xa mà tổ tiên là Triều Tiên Nhân Tổ, do vậy khả năng có quyền kế vị của nhánh gia tộc của ông rất thấp. Theo luật kế vị, ông lại không có khả năng thừa kế, tuy nhiên, con trai ông, Lý Mệnh Phúc lại là người có khả năng.
Do đó, Đại vương đại phi ủng lập Lý Mệnh Phúc, tức Triều Tiên Cao Tông. Lý Thị Ứng trở thành Hưng Tuyên Đại viện quân, cùng Đại vương đại phi trở thành nhiếp chính cho vị quốc vương trẻ tuổi.

## Tranh đấu với Đại viện quân
Hưng Tuyên Đại viện quân là một người đầy tham vọng, ông cho lập phe phái của chính mình hòng soán đi vị trí nhiếp chính của Đại vương đại phi. Khoảng 2 năm sau khi Cao Tông lên ngôi (1866), Cao Tông thành hôn với Ly Hưng Mẫn thị, Hưng Tuyên Đại viện quân dùng lý do Cao Tông đã trưởng thành, bức ép Đại vương đại phi thoái vị.
Vì để đối kháng với Hưng Tuyên, bà trọng dụng hai người cháu Triệu Thành Hạ (趙成夏) và Triệu Ninh Hạ (趙寧夏), liên hợp với Mẫn Thăng Hạo (閔升鎬), Mẫn Khiêm Hạo (閔謙鎬), lại cùng nữa liên kết với con trai Kim Tả Căn là Kim Bỉnh Ký (金炳冀) nhằm lật đổ Hưng Tuyên, nhưng lần lượt các kế hoạch đều thất bại.
Cuối cùng, do những chính sách hà khắc của Hưng Tuyên Đại viện quân, giới sĩ phu cùng dòng họ Ly Hưng Mẫn thị đang muốn thông qua Mẫn phi để can thiệp triều đình, đã tạo nên Quý Dậu chính biến (癸酉政變; năm 1873), Đại vương đại phi lại một lần nữa đăng đàn nhiếp chính, dòng họ Triệu thị nắm quyền hết trong triều, lấn át cả đồng minh khi trước của mình là Ly Hưng mẫn thị khiến Mẫn phi không hài lòng.
Năm 1890, năm thứ 27 triều Cao Tông, Đại vương đại phi Phong Nhưỡng Triệu thị qua đời ở Hưng Phúc điện (興福殿), bên trong Cảnh Phúc cung. Hưởng thọ 83 tuổi, thụy hiệu Thần Trinh (神貞), huy hiệu Cảnh Huân Triết Phạm (景勳哲範), điện hiệu là Hiếu Mộ (孝慕).
Năm 1899, Triều Tiên Cao Tông truy tôn Dực Tông làm Văn Tổ Dực hoàng đế (文祖翼皇帝), Thần Trinh vương hậu được cải thành Thần Trinh Dực hoàng hậu (神貞翼皇后).

## Trong văn hoá đại chúng
Được diễn bởi Chae Soo-bin trong phim truyền hình Mây hoạ ánh trăng (KBS 2016).

## Thụy hiệu
- Hiếu Dụ Hiến Thánh Tuyên Kính Chính Nhân Từ Huệ Hoằng Đức Thuần Hóa Văn Quang Nguyên Thành Túc Liệt Minh Túy Hiệp Thiên Long Mục Thọ Ninh Hi Khang Hiển Định Huy An Khâm Luân Hồng Khánh Thái Vận Xương Phúc Hi Tường Ý Mô Cảnh Huân Triết Phạm Thần Trinh Vương hậu.
- 裕獻聖宣敬正仁慈惠弘德純化文光元成肅烈明粹協天隆穆壽寧禧康顯定徽安欽倫洪慶泰運昌福熙祥懿謨景勳哲範神貞王后
- 효유헌성선경정인자혜홍덕순화문광원성숙렬명수협천융목수령희강현정휘안흠륜홍경태운창복희상의모예헌돈장계지경훈철범신정왕후

## Gia quyến
- Ông nội: Triệu Trấn Khoan (趙鎭寬; 1739 - 1808), tặng Lãnh nghị chính, Lại tào Phán thư, thụy Hiếu Văn công (孝文公).
- Bà nội: Nam Dương Hồng thị (南陽洪氏; 1739 - 1799), con gái Hồng Ích Bân (洪益彬).
  - Cha: Triệu Vạn Vĩnh (趙萬永; 1776 - 1846), tặng Lãnh nghị chính, tước Phong Ân Phủ viện quân (豐恩府院君), thụy Trung Kính công (忠敬公).
  - Mẹ: Ân Tân Tống thị (恩津宋氏; 1776 – 1834), tước Đức An Phủ phu nhân (德安府夫人).
    - Anh trai: Phán thư Triệu Bỉnh Quy (趙秉龜; 1801 - 1845), thụy Văn Túc công (文肅公).
      - Cháu: Triệu Bỉnh Tuất (趙秉駿; 1814 - 1862).
        - Chất: Triệu Thành Hạ (趙成夏; 1845 - 1881), thụy Văn Hiến công (文獻公).

    - Em trai: Triệu Bỉnh Quỳ (趙秉夔; 1821 - 1858), thụy Hiếu Hiến công (孝獻公).
      - Cháu: Triệu Bỉnh Tích (趙秉錫).
        - Chất: Triệu Ninh hạ (趙寧夏; 1845 - 1884), thụy Trung Văn công (忠文公).